# ویلیام بوث
ویلیام بوث (انگلیسی: William Booth; ۱۰ آوریل ۱۸۲۹ – ۲۰ اوت ۱۹۱۲) روحانی، متدیست و بنیان‌گذار سپاه رستگاری اهل انگلستان بود.

## نگارخانه

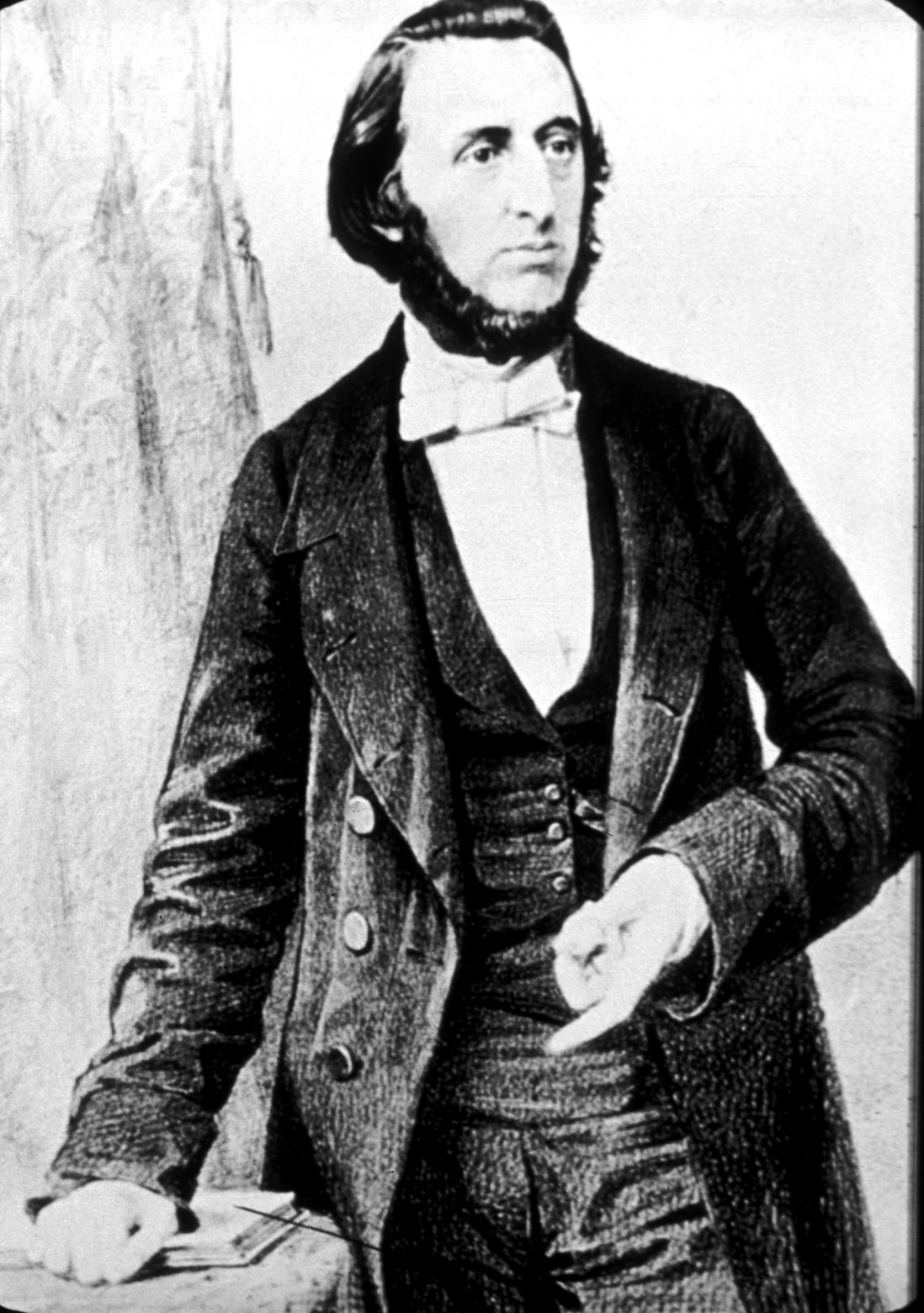
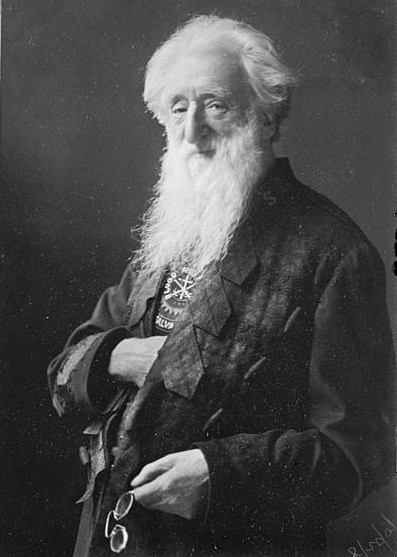
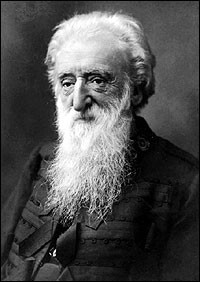
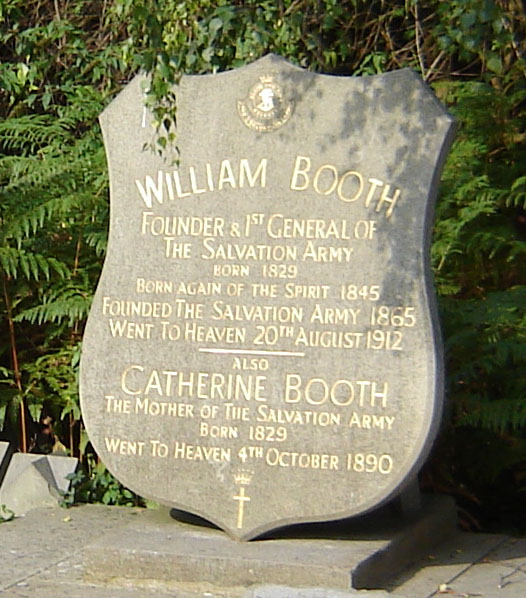
سنگ قبر ویلیام بوث